# 台中市公車28路
台中市公車28路行駛自坪頂至四張犁圖書館，由台中客運營運。本路線為台中市第1條全車座位皆為博愛座的博愛公車。

## 歷史
- 2010年7月1日：通車（東海別墅－北屯區行政大樓），至7月3日皆免費搭乘。[2]
- 2011年11月14日：原北屯區行政大樓之端點，延駛至「四張犁圖書館」，路線名稱變更為（東海別墅－四張犁圖書館）。
- 2012年8月31日：試辦全車皆博愛座的博愛公車。
- 2013年2月1日：原東海別墅之端點，延駛至「坪頂」，路線名稱變更為（坪頂－四張犁圖書館）。並調整發車時刻。[3]
- 2013年5月1日：「崇德九路口」站變更為往坪頂單邊設站。[4]
- 2013年6月14日：「仟翔公司」站更名為「家扶發展學園」。[5]
- 2014年4月20日：「松竹梅川東五路口」站更名為「松竹梅川東路口」。
- 2014年4月30日：「漢翔公司」站更名為「漢翔公司（星享道）」。
- 2015年5月1日：增停「黎明福科路口」。
- 2016年7月1日：增停「福星北西苑路口」。
- 2017年6月1日：「河南長安路口」改為往坪頂單邊設站。[6]
- 2019年11月1日：調整部分班次發車時刻。[7]
- 2022年11月1日：新增「松竹山西路口」。
- 2023年2月24日：四張犁（后庄路）撤除站位。
- 2024年3月1日：「中平長安路口」站更名為「中平順平路口」。
- 2024年11月30日：「河南停車場」站更名為「中央公園」。

## 路線基本資料
全程行車里數約17公里，全程行車時間約1小時10分。往坪頂50站，往四張犁圖書館47站。
自坪頂起，沿臺灣大道、黎明路、福星北路、福星路、河南路、皇城街、中平路、大鵬路、中清路、四平路、松竹路、崇德路、昌平路、后庄路、四平路、豐樂路到四張犁圖書館。

### 時刻表
- 時刻表僅供參考，請以台中客運網站公告為準。時刻表更新時間為2025年5月1日。

| 台中市公車28路時刻列表 | 台中市公車28路時刻列表 |
| --- | --- |
| 坪頂發車 | 四張犁圖書館發車 |
| 平／假日 06:15、06:50、07:25、08:05、08:40、09:35、10:00、10:35、11:15、12:30、13:20、14:15、14:40、15:30、16:00、16:50、17:35、18:30、19:45、21:00 | 平／假日 06:15、06:45、07:25、08:15、08:40、09:20、10:00、11:15、12:00、13:00、13:20、14:15、14:40、15:30、16:00、16:55、17:30、18:30、19:45、21:00 |

### 收費
- 一般市區公車（1～999、綠1～綠4）：依里程計費，收費費率為［2.431×搭乘里程數×（1+5%營業稅）］元。
  - 於基本里程8公里內票價為全票20元、半票11元。
  - 兒童、老人、身心障礙者及其陪伴者依規定半票收費，半票收費費率為原收費費率的一半。
  - 市民限定交通卡：前10公里免費，超過10公里部分票價比照收費費率，且上限為10元。
- 小黃公車（黃1～黃25）：免費。
- 幸福公車（梨山1）：票價比照臺中市計程車收費費率，持電子票證刷卡全程免費。
- 市民小巴（市民小巴1～市民小巴4）：票價比照一般市區公車收費費率，持電子票證刷卡全程免費。

### 停站
- 參見右側站牌路線圖，綠色路段表示行駛優化公車專用道。